# Loxodrom

En loxodromlinje med vinkeln β.

En Loxodrom (av grekiska λοξός, loxos, skev, böjd åt sidan, och δρόμος, dromos, lopp) är inom geometrin en kroklinje, som på en sfär, eller sfäroid, dras så, att den skär alla genom båda polerna gående cirklar, eller ellipser, (det vill säga meridianer) under konstant vinkel., det vill säga håller konstant kompasskurs. Loxodromen har formen av en spiral, som asymptotiskt närmar sig polerna.
En loxodrom har många intressanta matematiska egenskaper. Den undersöktes redan av portugisen Pedro Nunes (1567), men först efter differentialkalkylens upptäckt underkastades den en utförligare behandling, särskilt av Jakob Bernoulli och Maclaurin.

## Till sjöss
Inom navigationen spelar loxodromen en viktig roll. Om ett skepp ständigt rör sig i samma väderstreck, utgörs dess väg av en sådan rät linje. Med så kallade loxodromiska tabeller kan man för varje tidpunkt bestämma skeppets longitud, om man känner den tillryggalagda vägen och riktningen. På kartor, utförda efter Mercators projektion, representeras alla loxodromiska linjer av räta linjer.

### Matematisk beskrivning
En relativt enkel formel kan härledas för ett sfäriskt jordklot:
Låt β vara vinkeln mellan den konstanta kompasskursen längs loxodromen och nordriktningen och {\displaystyle \lambda _{0}\,\!} vara den longitud, där loxodromen passerar ekvatorn. Låt {\displaystyle \lambda \,\!} vara longituden hos en punkt på loxodromen. I en mercatorprojektion blir loxodromen den räta linjen
{\displaystyle x=\lambda \,}
{\displaystyle y=m(\lambda -\lambda _{0})\,}
med lutningen {\displaystyle m=\cot(\beta )\,\!}. För en punkt med latituden {\displaystyle \phi \,} och longituden {\displaystyle \lambda \,\!} kan läget i mercatorprojektionen uttryckas som
{\displaystyle x=\lambda \,}
{\displaystyle y=\tanh ^{-1}(\sin \phi ).\,\!}
Då kommer punktens latitud att bli
{\displaystyle \phi =\sin ^{-1}(\tanh(m(\lambda -\lambda _{0}))),\,}
eller i termer av den så kallade Gudermannfunktionen gd {\displaystyle \phi ={\rm {{gd}({\mathit {m}}(\lambda -\lambda _{0})).\,}}}
I kartesiska koordinater kan detta förenklas till
{\displaystyle x=r\cos(\lambda )/\cosh(m(\lambda -\lambda _{0})),\,}
{\displaystyle y=r\sin(\lambda )/\cosh(m(\lambda -\lambda _{0})),\,}
{\displaystyle z=r\tanh(m(\lambda -\lambda _{0})).\,}
Loxodromer mellan två givna punkter kan hittas grafiskt på en Mercatorkarta, eller genom att lösa ett icke-linjärt system av två ekvationer i de två okända tan(α) och λ0. Det finns oändligt många lösningar; den kortaste är den som täcker den föreliggande longitudskillnaden, det vill säga inte gör extra varv, och inte går "runt fel väg".
Avståndet mellan två punkter, mätt längs loxodrom, är helt enkelt sekantens absolutvärde för bäringen (azimuten) gånger det nord-sydliga avståndet (utom för latitudcirklar, för vilka avståndet blir oändligt).